# Malte Amundsen
Malte Meineche Amundsen (født 11. februar 1998) er en dansk fodboldspiller, der spiller for Columbus Crew.

## Klubkarriere
Amundsen startede sin karriere i Næstved Boldklub. Som ung spiller var Amundsen sidenhen på besøg på Vejle Idrætsefterskole med henblik på at kunne være en del af Vejle Boldklubs U/17-trup. Han spillede blandt flere prøvekampe for Vejle i denne periode, men skiftet faldt dog til jorden, da han ikke var klar til at flytte hjemmefra på det pågældende tidspunkt.
I stedet skiftede han som U/17-spiller i 2013 til HB Køge, der var tættere på Næstved, hvor han boede. Han fik sin officielle debut for HB Køge i DBU Pokalen den 23. september 2015 mod AC Horsens. Senere på året, den 29. november 2015, fik han sin debut i den nationale turnering mod FC Vestsjælland.
Han skrev i januar 2018 under på en kontrakt med den norske klub Rosenborg. Han fik sin debut for klubben den 20. april 2018, da han spillede hele kampen mod Trygg/Lade i pokalturneringen, som Rosenborg vandt 4-2. En uge senere startede han inde i Mesterfinalen 2018 - en kamp, som Rosenborg vandt 1-0 over Lillestrøm.
I juni 2018 blev det offentliggjort, at han blev udlejet til den tyske klub, Eintracht Braunschweig, der spillede i 3. Bundesliga. Lejeaftalen havde en varighed af hele 2018-19-sæsonen. Det var den danske træner Henrik Pedersen, der hentede Amundsen til klubben. Han blev dog fyret 10 kampe inde i den nye sæson, og Amundsen fik under den nye træner stort set ingen spilletid. Da spillerne vendte tilbage efter nytår i januar 2019, meddelte klubbens træner, at han ikke ønskede at anvende Amundsen, og det lå derfor i kortene, at han skulle ud at finde en ny klub.
Den 15. januar 2019 vendte Amundsen tilbage til Danmark. Han skrev under en tre et halvtårig kontrakt med Vejle Boldklub, således parterne havde papir på hinanden frem til sommeren 2022. Vejle Boldklub købte ham fri af kontrakten med Rosenborg.
Den 10. februar 2021 blev det offentliggjort, at Vejle Boldklub og New York City FC havde forhandlet sig frem til en transfersum på 10 millioner kr. for Amundsen.